# Labuerda
Labuerda è un comune spagnolo di 174 abitanti situato nella comunità autonoma dell'Aragona.
Fa parte della comarca del Sobrarbe.